# Glasmine 43
La Glasmine 43 (traducida al español como, Mina de cristal Modelo 43) era una mina antipersona con un cuerpo de vidrio utilizada por los alemanes durante la Segunda Guerra Mundial. 
Esta mina era una forma temprana de mina de metal mínima, diseñada con la cantidad mínima de metal para reducir la probabilidad de detección por parte del detector de minas polaco en uso por las fuerzas aliadas. El uso reducido del metal fue beneficioso porque desvió este valioso recurso de guerra para otros usos.

## Descripción

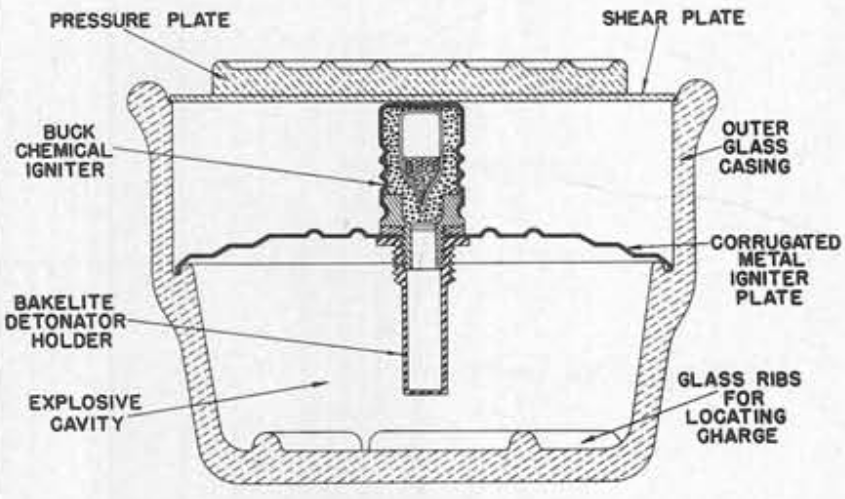
Diagrama de una Glasmine 43 de un manual del Ejército de los EE. UU.

La mina consistía en un tazón de vidrio de 6 pulgadas (15,2 cm) de diámetro que contenía la carga explosiva y un detonador. La parte superior de la mina estaba cubierta por un disco de lámina de vidrio de 0,25 pulgadas (6,4 mm) de espesor, debajo de una placa de presión de vidrio moldeada gruesa. Cada mina recibió una pequeña cantidad de masilla de cemento para sellar los espacios entre el cuerpo principal y la cubierta del disco de vidrio y hacer que la mina fuera resistente al agua.
Al pisar, la placa de presión rompía el disco de vidrio y activaba el detonador, detonando la carga explosiva principal de la mina. Este fue un Sprengkörper 28: una carga de demolición estándar con 200 gramos (7.1 oz) de explosivo. Se utilizaron dos tipos de detonadores. Las primeras versiones de la mina usaban un detonador mecánico, conocido como Hebelzünder 44, que usaba una tapa de percusión. Las versiones posteriores dispararon la carga principal utilizando un dispositivo conocido como encendedor Buck.
El encendedor Buck era una pequeña lata de aluminio delgado y corrugado. Este contenía una ampolla de vidrio de ácido sulfúrico, rodeada de polvo instantáneo que incluía naftaleno en polvo. La lata se aplastaba cuando se sometía a una presión de alrededor de 5 libras (2,3 kg), rompiendo la ampolla y haciendo que el ácido se mezclara con el polvo. La reacción química resultante producía un destello que encendía el detonador de la carga explosiva principal.
En 1944 y 1945, se produjeron 11 millones de minas; Al final de la Segunda Guerra Mundial, 9,7 millones todavía estaban almacenadas. Junto con otras compañías, el Glashütte Gifhorn participó en la producción.

## Efectividad y legado
La metralla de vidrio no era fácilmente detectable mediante rayos X, lo que hacía que la asistencia médica a las víctimas fuera mucho más difícil que en heridos por minas convencionales. También conllevaba un mayor riesgo de infección; Además, las lesiones potencialmente mortales eran más difíciles de evaluar. 
Minas de este tipo aún están enterradas en el parque nacional Eifel en los terrenos del Área de Entrenamiento Militar de Vogelsang, un antiguo centro de entrenamiento de liderazgo nacionalsocialista.
El desminado de áreas con este tipo de mina requiere muchos recursos, ya que los campos deben ser barridos a mano o con minas como el Keiler, sin olvidar que este último tiene un cierto margen de error ya que se desarrolló teniendo en cuenta los despliegues tácticos militares. (creando caminos a través de campos minados). 
En 2004, minas improvisadas de este tipo fueron empleadas por guerrilleros en Colombia.